# Candis Cayne
Candis Cayne, ursprungligen Brendan McDaniel, född 29 augusti 1971 på Maui i Hawaii, är en amerikansk skådespelerska och performancekonstnär. Hon började sin karriär som dragqueen på nattklubbar i New York under 1990-talet, och kom sedan ut som transgender/transsexuell år 1996. Hon skulle senare komma att få nationell uppmärksamhet under år 2007, då hon porträtterade den transsexuella älskarinnan Carmelita i ABC-serien Dirty Sexy Money. En annan troligtvis mest känd insats är i rollen som älvdrottningen, i fantasyserien The Magicians.
Cayne var i över åtta års tid i ett förhållande med DJ:en Marco McDermott, och hjälpte då till att uppfostra hans dotter Satori, som han har från ett tidigare förhållande. År 2016, under tiden som hon var delaktig i säsong 2 av Caitlyn Jenners realityserie I Am Cait, så utforskade hon möjligheten att kunna genomföra en adoption som ensamstående singelmamma.

## Filmografi (i urval)

### Film
| År   | Titel                                     | Roll         | Noter                           |
| ---- | ----------------------------------------- | ------------ | ------------------------------- |
| 1995 | High Heels                                | Candis Cayne | Krediterad som Brendan McDaniel |
| 2020 | Disclosure: Transsexualitet i filmvärlden | Sig själv    | Dokumentärfilm                  |

### TV
| År        | Titel               | Roll               | Noter                      |
| --------- | ------------------- | ------------------ | -------------------------- |
| 2007      | CSI: New York       | Quentin Conrad     | Avsnittet "The Lying Game" |
| 2007–08   | Dirty Sexy Money    | Carmelita Rainer   | 11 avsnitt                 |
| 2009      | Nip/Tuck            | Alexis Stone       | 2 avsnitt                  |
| 2010      | Drop Dead Diva      | Allison Webb       | Avsnittet "Queen of Mean"  |
| 2011      | Necessary Roughness | Geraldine          | Avsnittet "Dream On"       |
| 2012–17   | RuPauls dragrace    | Sig själv          | 4 avsnitt                  |
| 2013–14   | Elementary          | Ms. Hudson         | 3 avsnitt                  |
| 2015–16   | I Am Cait           | Sig själv          | 15 avsnitt                 |
| 2017-2018 | The Magicians       | Älvdrottningen     | 10 avsnitt                 |
| 2017      | Transparent         | Jolene             | Avsnittet "Born Again"     |
| 2018      | Grey's Anatomy      | Dr. Michelle Velez | 2 avsnitt                  |

### Musikvideos
| År   | Titel                  | Artist   | Noter   |
| ---- | ---------------------- | -------- | ------- |
| 1997 | "A Little Bit of Love" | RuPaul   | Dansare |
| 2017 | "Faces"                | Mila Jam | Cameo   |
| 2020 | "Nerves of Steel"      | Erasure  | Cameo   |